# إسماعيل كيب
إسماعيل كيب (بالهولندية: Ismaël Kip)‏ هو دراج هولندي، ولد في 6 مايو 1987 في زفوله في هولندا.

## وصلات خارجية
- إسماعيل كيب على موقع الاتحاد الدولي للدراجات (الإنجليزية)
- إسماعيل كيب على موقع أرشيف الدراجات (الإنجليزية)
- إسماعيل كيب على موقع إحصائيات الدراجات الإحترافية (الإنجليزية)